# Новокнязево
Новокня́зево (рос. Новокнязево, башк. Яңы Князев) — присілок у складі Шаранського району Башкортостану, Росія. Входить до складу Писаревської сільської ради.
Населення — 105 осіб (2010; 118 у 2002).
Національний склад:
- марійці — 91 %